# Clastobasis yoshimotoi
Clastobasis yoshimotoi är en tvåvingeart som beskrevs av Loïc Matile 1993. Clastobasis yoshimotoi ingår i släktet Clastobasis och familjen svampmyggor.
Artens utbredningsområde är Nya Kaledonien. Inga underarter finns listade i Catalogue of Life.